# 哈德利陨击坑
哈德利陨击坑（Hadley）是火星埃俄利斯区的一座撞击坑，中心坐标位于辛梅利亚高地内南纬19.5度、东经156.9度处，直径约119公里。其名称取自英国气象学家乔治·哈德利(1685年-1768年），1973年被国际天文联合会正式批准接受。 
该陨坑内分布有沙丘。

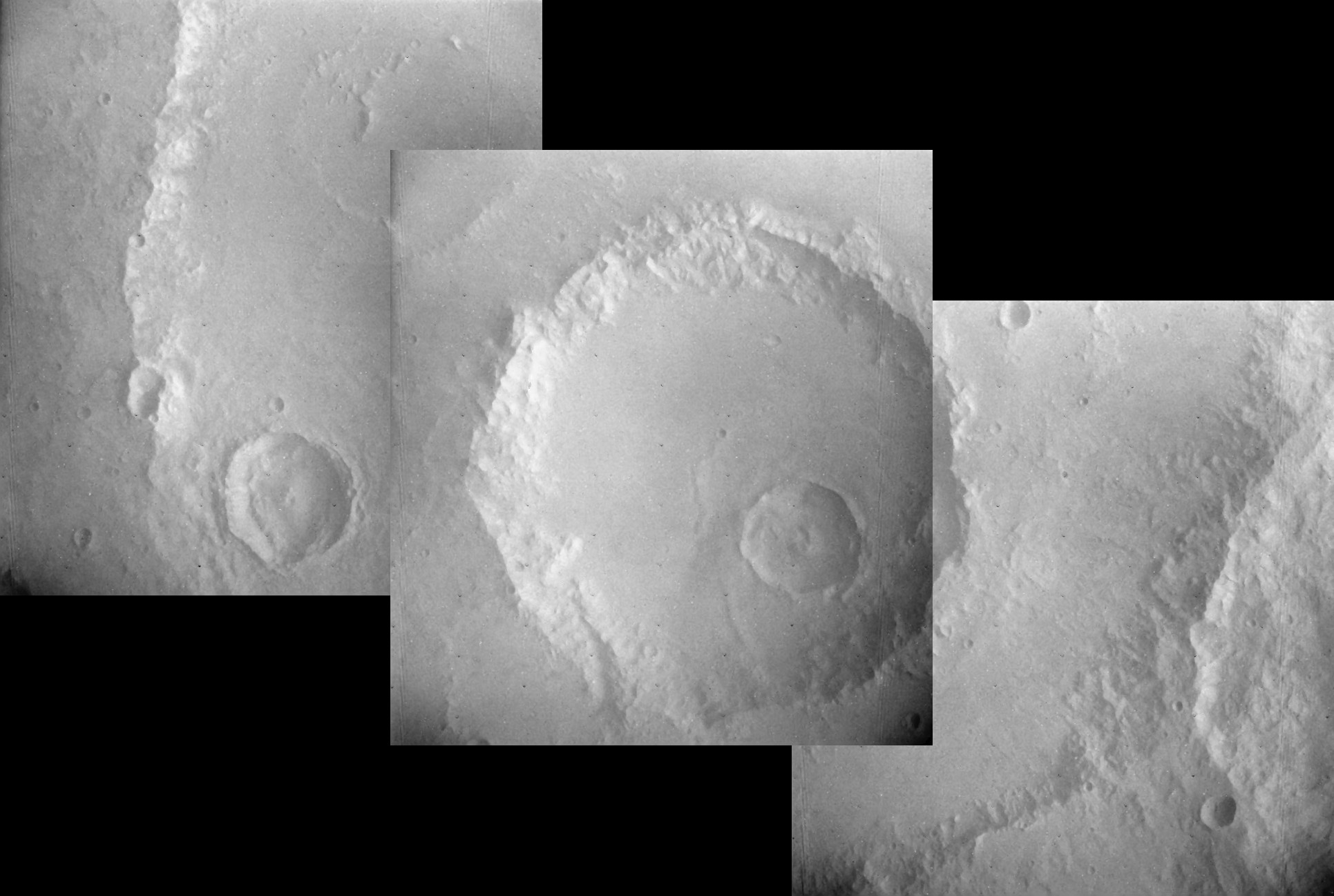
哈德利陨击坑的一部分，也是由海盗1号轨道器拍摄。
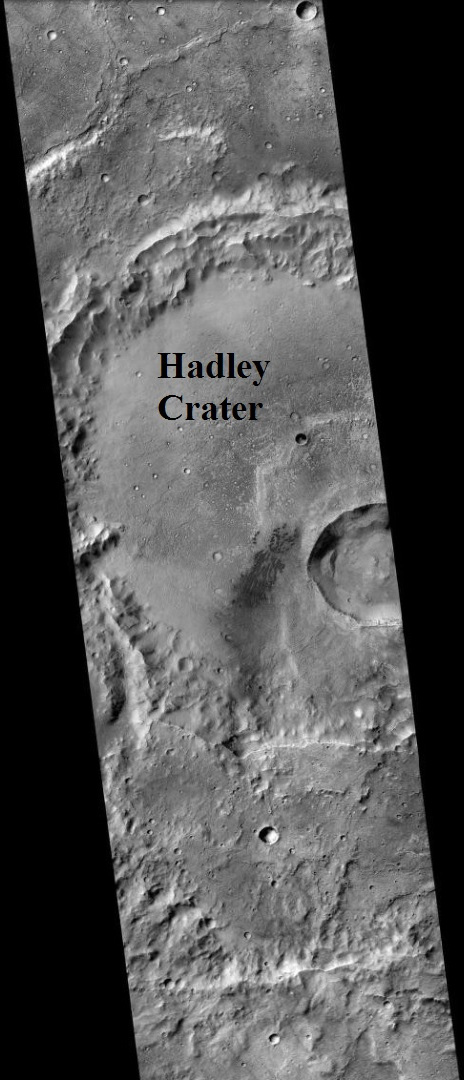
火星勘测轨道飞行器背景相机显示的坑底沙丘，注：这是前一幅图像的放大版。
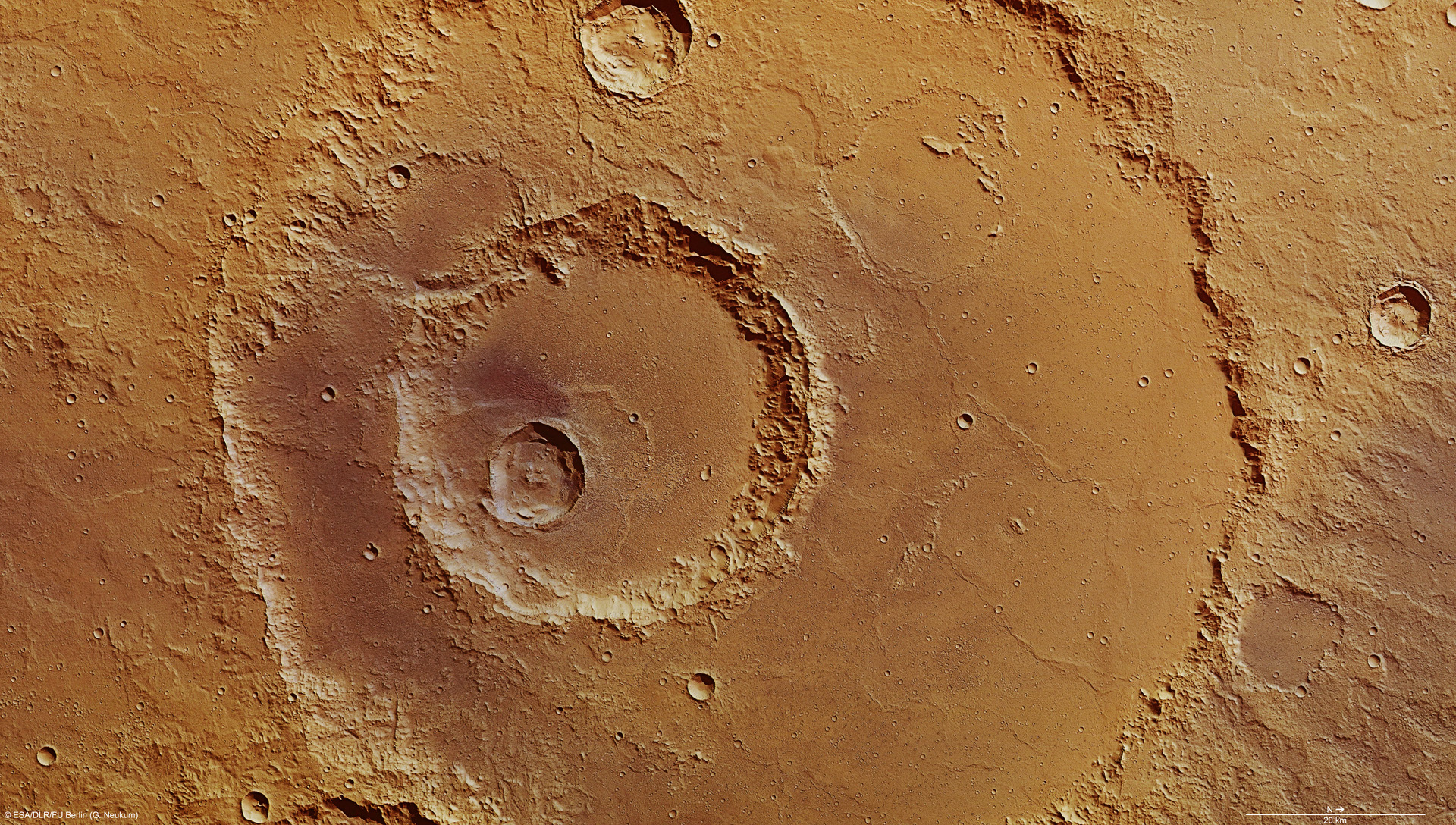
欧空局火星快车号拍摄的彩色照片。
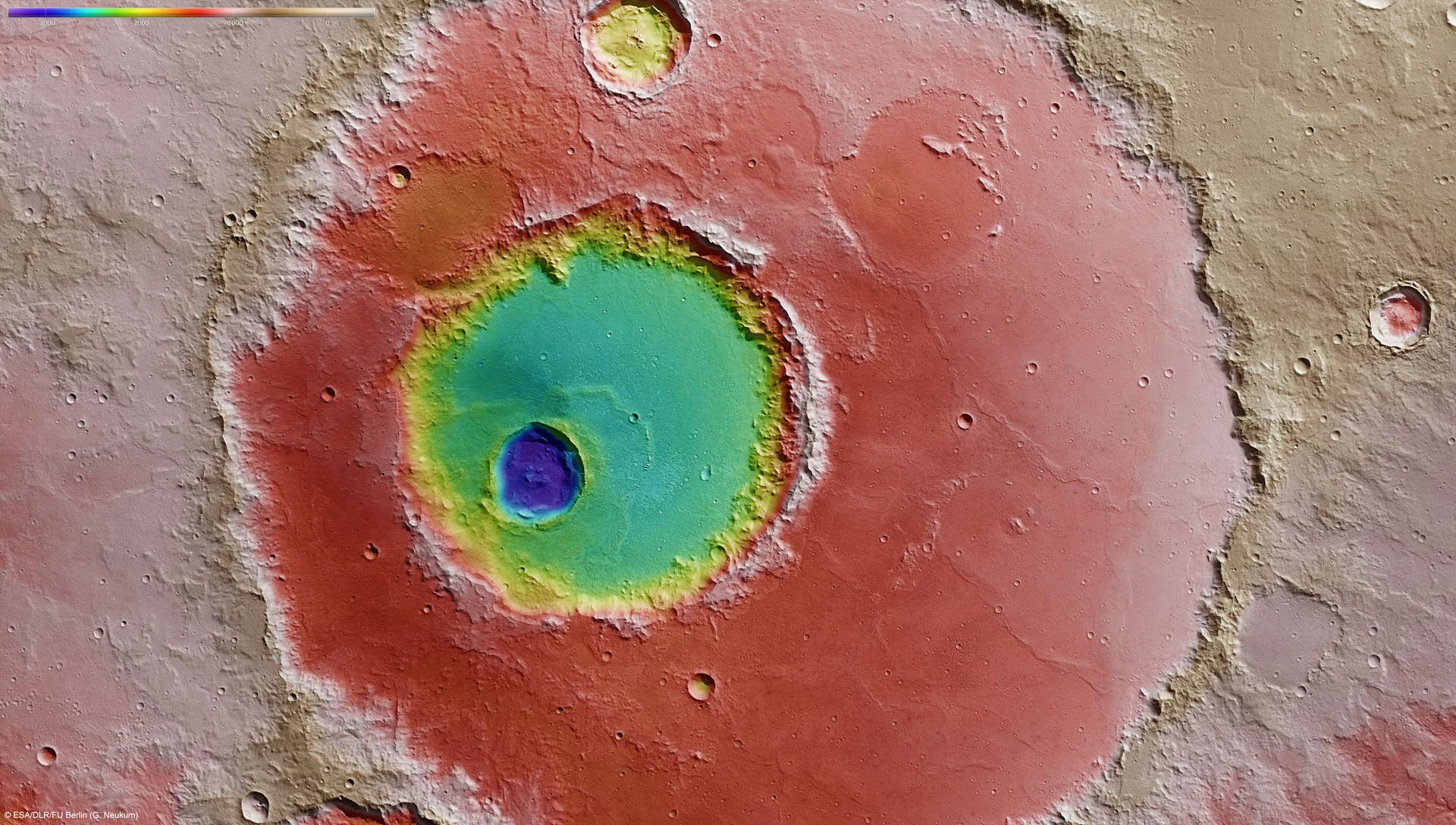
根据火星快车号数据绘制的哈德利陨击坑地形图。

## 另请查看
- 火星撞击坑